# Sardarpalatset
Sardarpalatset (armeniska: Երեւանի սարդարի պալատ, Sərdər SaraAzer Serdar Saraji) var residenset i Jerevan för guvernörerna i Khanatet Jerevan (sardarerna), vilket låg inom Jerevans fästning. Idag ligger Jerevan Arafat konjaksfabrik på platsen. 
Palatset slutfördes 1819. På palatsets väggar fanns då dekorationer och inskriptioner med persiska dikter och lovsånger till bland andra Fath Ali Shah och den siste sardaren Hussein-Kuli-Chan. 
På 1850-talet tillkom vid restaurering under den ryska styret fyra stora oljemålningar med porträtt, skapade av den Azerbajdzjanske konstnären Mirza Kadim Erivani.

## Bildgalleri

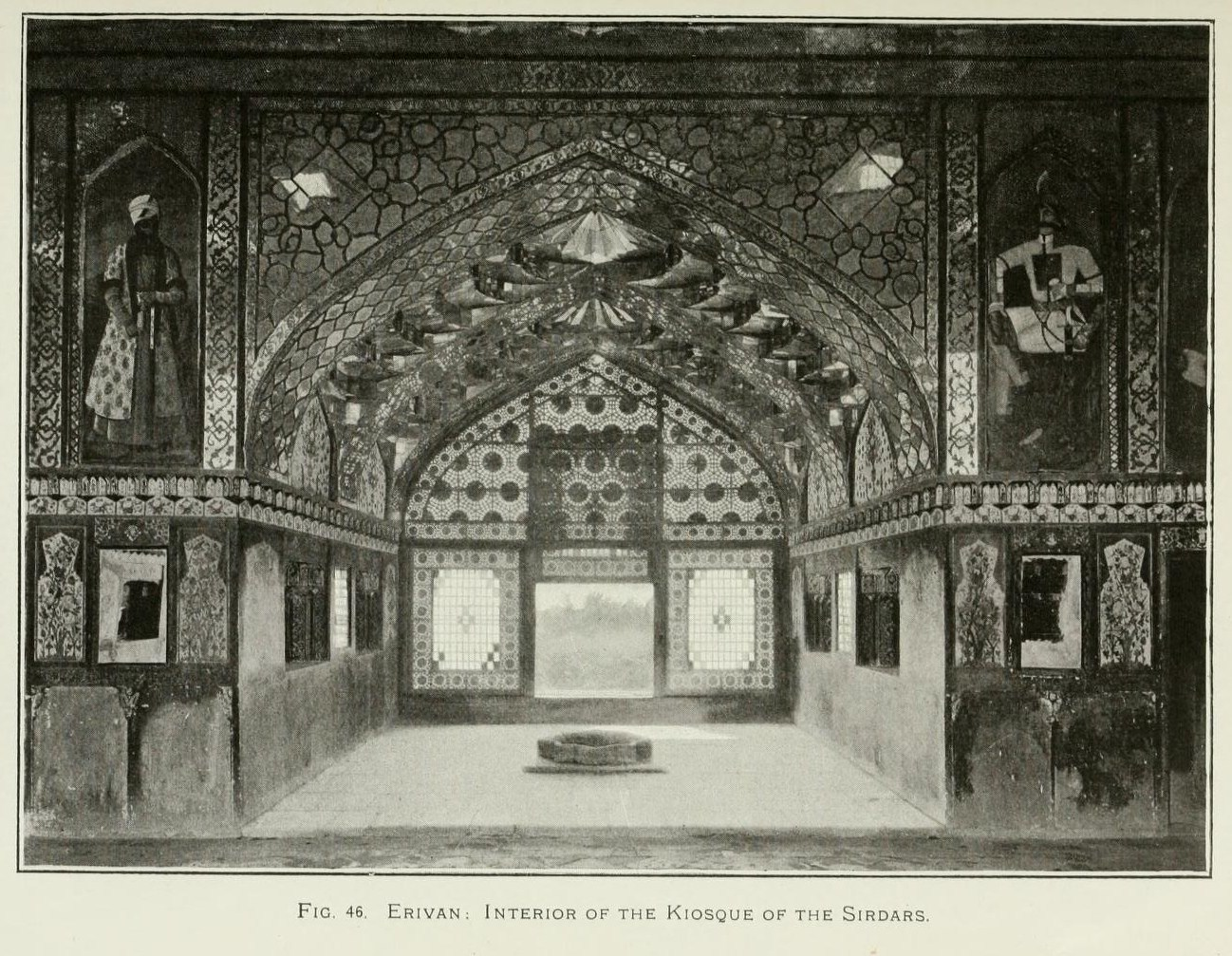
Dekorationer i kiosken från början av 1800-talet
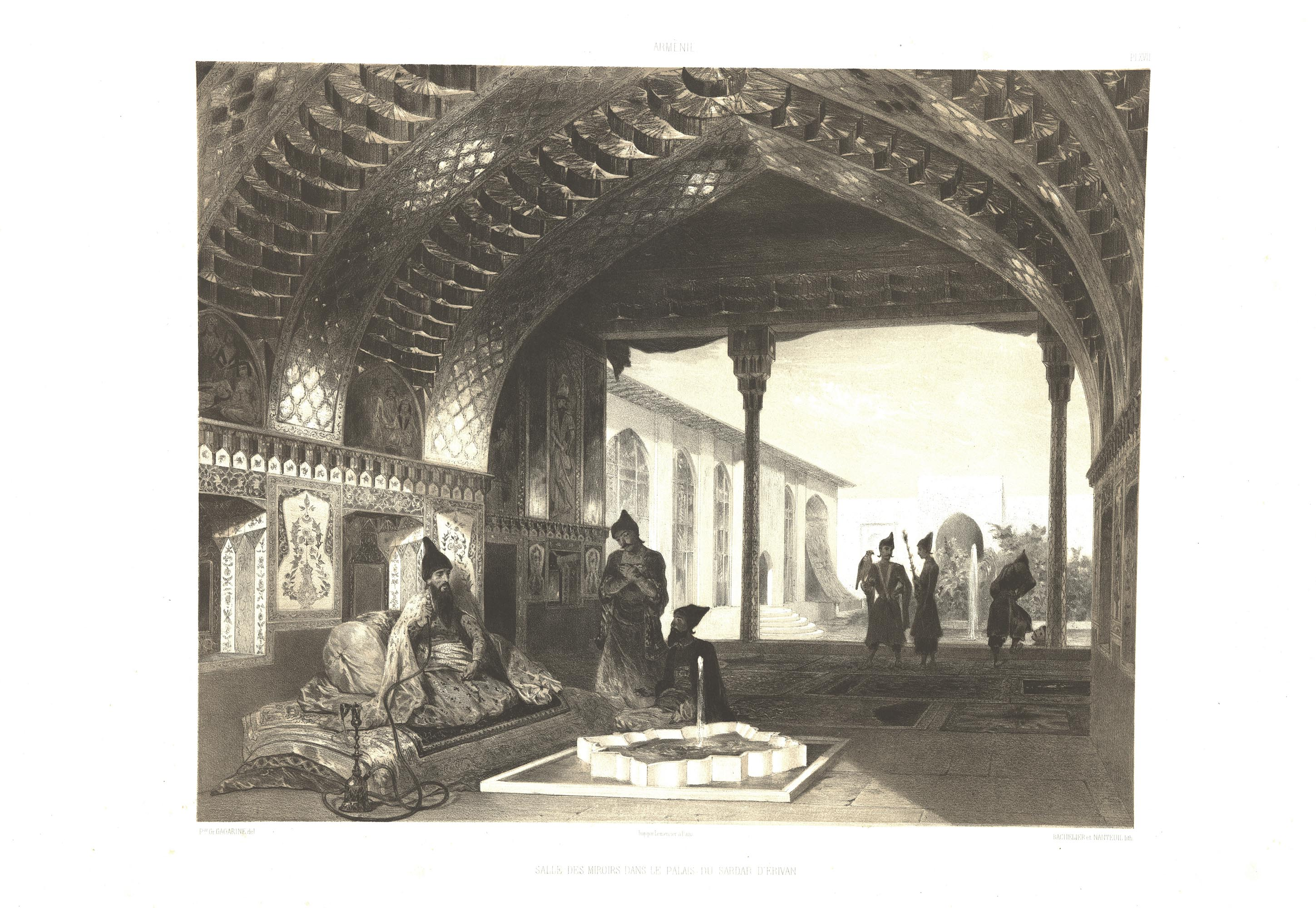
Spegelsalen
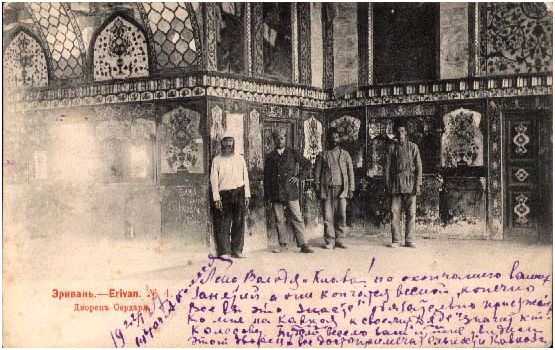
Foto av dekorationer på vykort
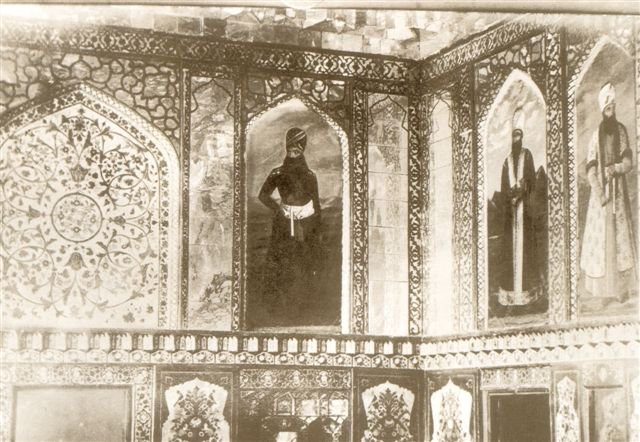
Oljemålningar